# Oceannik białoskrzydły
Oceannik białoskrzydły (Oceanites pincoyae) – gatunek małego ptaka z rodziny oceanników (Oceanitidae). Opisany po raz pierwszy w 2013. Znany z wybrzeży Chile i jednej lokalizacji w głębi lądu w Argentynie; ma status gatunku niedostatecznie rozpoznanego (DD, Data Deficient).

## Taksonomia

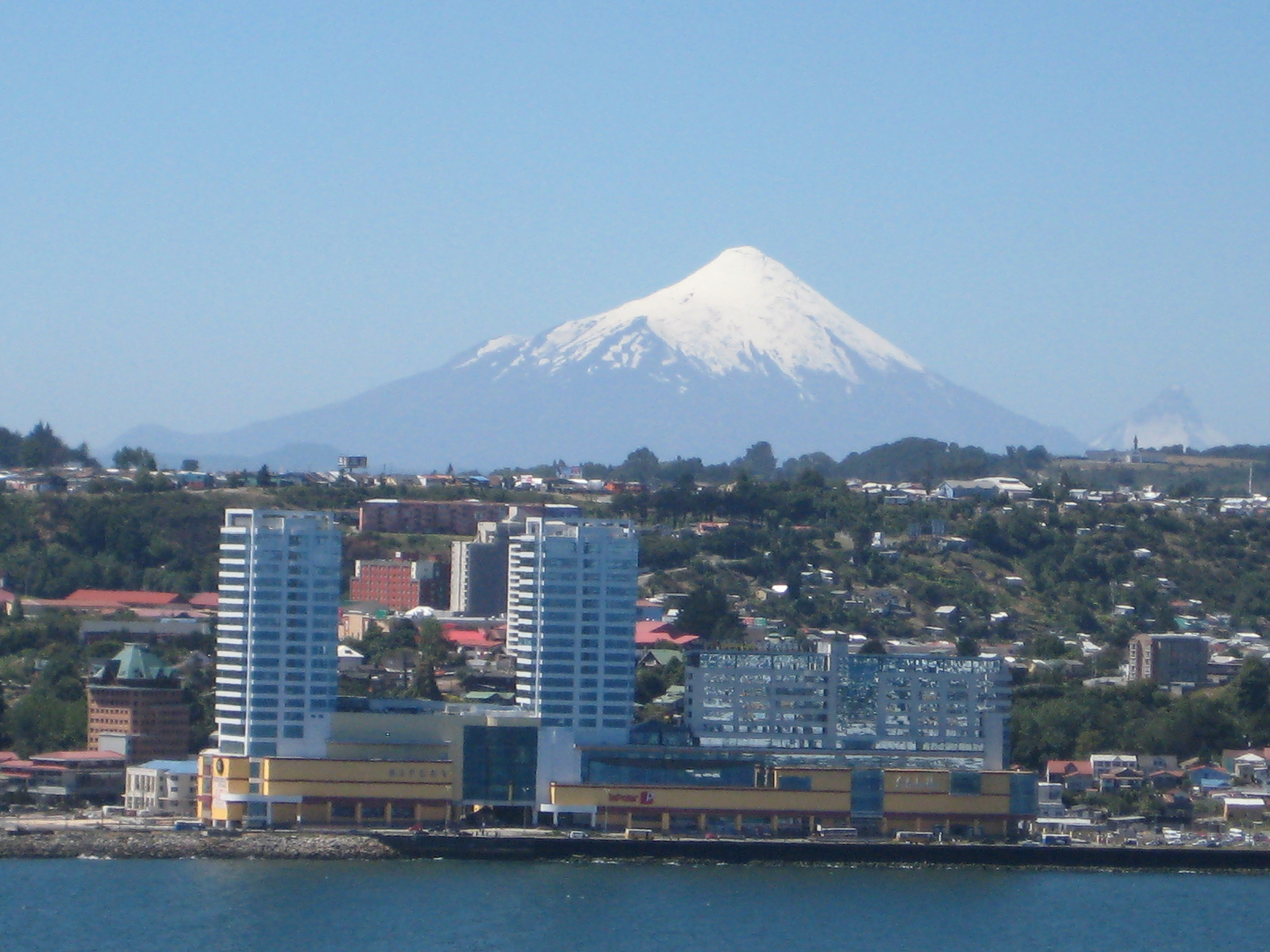
Widok na miasto Puerto Montt, u którego wybrzeży odłowiono w 2011 dorosłą samicę oceannika białoskrzydłego

Po raz pierwszy gatunek opisano w 2013 na łamach „The Auk”. Holotypem była dorosła samica odłowiona 19 lutego 2011 na morzu u wybrzeży Puerto Montt (41°47′48″S 72°53′25″W/-41,796650 -72,890300). Prócz holotypu złapano również 11 innych ptaków, które po zbadaniu zostały wypuszczone. Przed opisaniem znane były jedynie dwa gatunki oceanników z rodzaju Oceanites: żółtopłetwy (O. oceanicus) i krótkodzioby (O. gracilis), jednak obserwowano ptaki nieznanego gatunku u wybrzeży Chiloé i Puerto Montt. Pierwszej obserwacji oceanników białoskrzydłych dokonano prawdopodobnie w marcu 1983 na zatoce Reloncaví (na południe od Puerto Montt). W lutym 2009 wykonano pierwsze zdjęcia owych nieoznaczonych oceanników.

## Morfologia
Wymiary holotypu: długość dzioba wraz z czaszką 32,9 mm, długość górnej krawędzi dzioba: 11,5 mm, długość skrzydła 134 mm, długość skoku 31 mm, długość ogona: 57 mm, rozpiętość skrzydeł: 330 mm, masa ciała 24 g. Ogółem długość ciała oceanników białoskrzydłych wynosi około 16 cm, a masa ciała – 22–30 g. Charakterystycznymi cechami tych oceanników są: biały pas biegnący równolegle do kości łokciowej, biała plama pośrodku spodu skrzydła oraz białe: niższa część brzucha i okolice kloaki. Biel znajduje się również na zewnętrznych sterówkach.

## Zasięg, ekologia i zachowanie
Gatunek znany tylko z 3 stanowisk. Obserwowany był wyłącznie w zatoce Reloncaví i Puerto Montt w Chile; dwa osobniki odłowiono w 1972 i 1983 w głębi lądu – w El Bolsón w zachodniej Argentynie, ale zidentyfikowano je początkowo jako oceanniki żółtopłetwe. Żerujące oceanniki białoskrzydłe obserwowane były pojedynczo lub w niewielkich grupach. Ptaki żerujące w grupach odzywały się nieustającym trajkotem, podobnym do wróblego. Ptak odłowiony w lutym przechodził pierzenie wewnętrznych lotek I rzędu. U oceanników pierzenie odbywa się raz do roku. Nie jest znane położenie kolonii lęgowych. W oparciu o porę pierzenia i dostępne informacje o innych oceannikach wywnioskować można, że do kolonii oceanniki białoskrzydłe wracają w październiku, a składanie jaj rozpoczyna się w połowie listopada.

## Status i zagrożenia
IUCN klasyfikuje oceannika białoskrzydłego jako gatunek niedostatecznie rozpoznany (DD, Data Deficient) od 2014. Na podstawie obserwacji na morzu liczebność populacji oszacowano na około 3000 osobników, czyli około 2000 osobników dorosłych. Nie wiadomo, gdzie gniazdują te oceanniki. Potencjalnym zagrożeniem dla tych ptaków są wycieki ropy naftowej i zanieczyszczenie wód morskich granulkami polistyrenu ze zniszczonych boi.